# 야마시타 게이타
야마시타 게이타(일본어: 山下 敬大, 1996년 3월 13일~)는 일본의 축구 선수이다.

## 구단 경력
그는 2018년 J2리그의 레노파 야마구치 FC에 입단했다. 2019년까지 72경기에 출전하여, 16득점을 넣었다. 2020년 제프 유나이티드 지바로 이적했다. 2021년 J1리그의 사간 도스로 이적했다. 2022년 FC 도쿄로 이적했다. 2023년 쇼난 벨마레로 임대 이적했다. 2023년 8월 FC 도쿄로 복귀했다.